# غاز (سغد)
غاز (به لاتین: Ghaz) یک تقسیمات کشوری در تاجیکستان است که در ولایت سغد واقع شده‌است. غاز ۱۱۶ نفر جمعیت دارد.